# Stor-Hällsjön, Hälsingland
Stor-Hällsjön är en sjö i Hudiksvalls kommun i Hälsingland och ingår i Harmångersån-Delångersåns kustområde. Sjön har en area på 0,218 kvadratkilometer och ligger 51 meter över havet.

## Delavrinningsområde
Stor-Hällsjön ingår i det delavrinningsområde (684218-158676) som SMHI kallar för Utloppet av Stor-Hällsjön. Medelhöjden är 69 meter över havet och ytan är 2,77 kvadratkilometer. Det finns inga avrinningsområden uppströms utan avrinningsområdet är högsta punkten. Avrinningsområdets utflöde mynnar i havet. Avrinningsområdet består mestadels av skog (85 procent). Avrinningsområdet har 0,28 kvadratkilometer vattenytor vilket ger det en sjöprocent på 10,1 procent.